# Porcelaine de Saxe

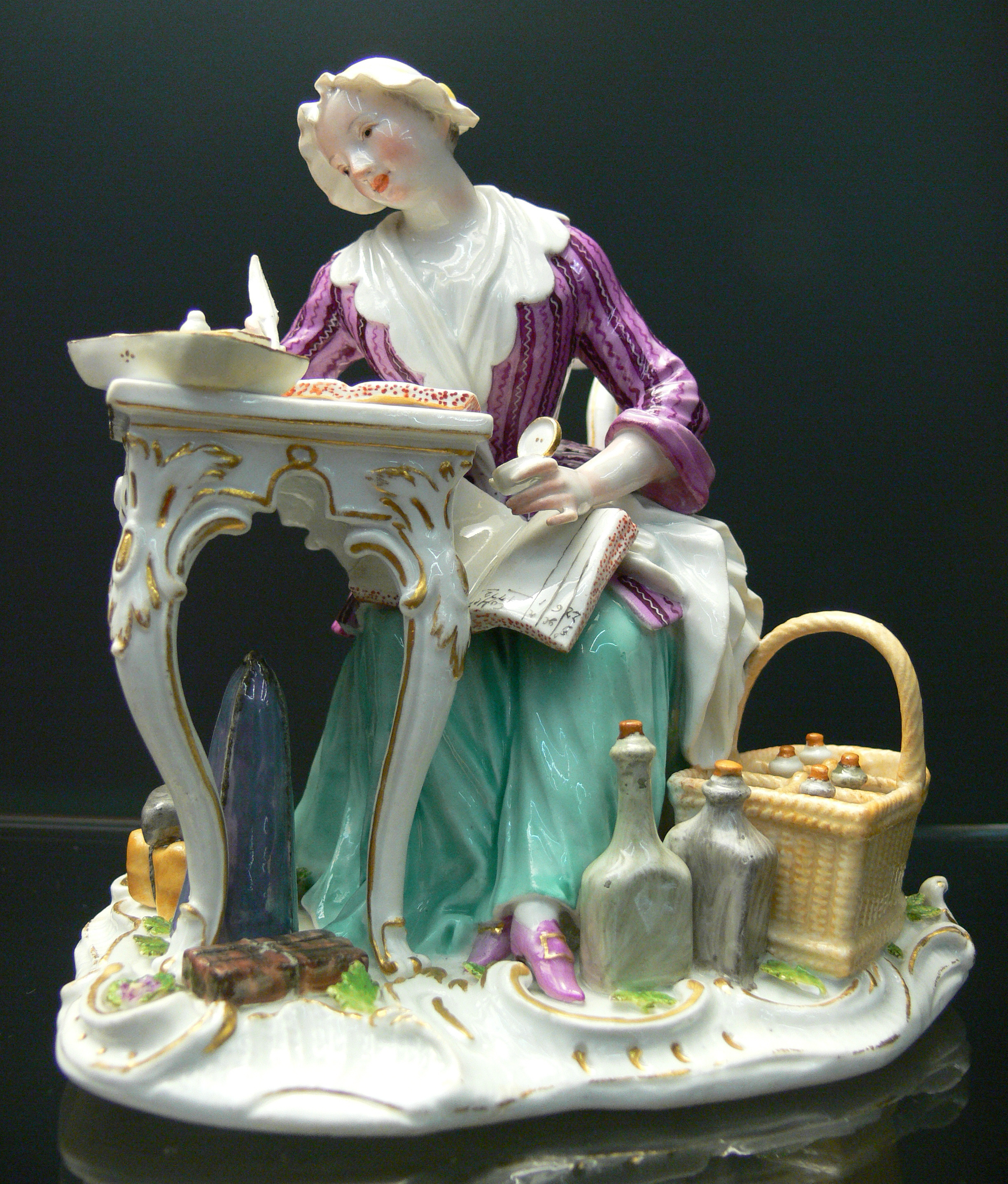
Figurine en porcelaine, 1772, manufacture de Meissen.

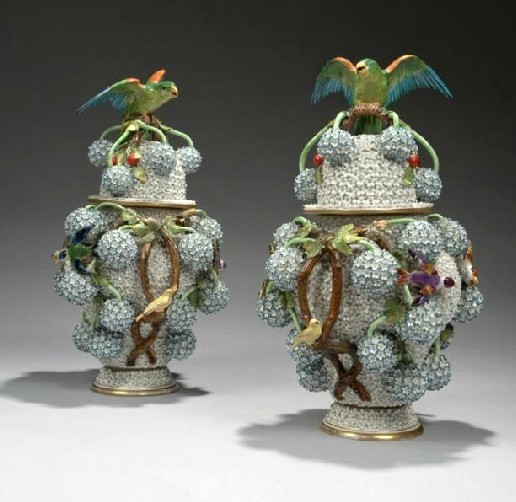
Deux vases en porcelaine, XIXe siècle, manufacture de Meissen.

L'appellation porcelaine de Saxe recouvre les productions de plusieurs[Lesquelles ?] manufactures allemandes de la région de Saxe à partir du début du XVIIIe siècle, selon le procédé découvert et mis au point en 1709 par le chimiste Frédéric Böttger. Cette porcelaine dure utilise le kaolin qui provient des mines de kaolinite situées au nord-ouest de la ville de Meissen.
La manufacture royale de Meissen (de) fondée en 1710 par Auguste le Fort est la plus connue. Ses pièces sont reconnaissables à leur signature aux deux épées entrecroisées.

## Découverte du kaolin, la porcelaine dure en Occident
Au XVIIe siècle le commerce se développe avec l'Orient — dont l'importation, principalement depuis la Chine, de porcelaines, 
fines que l'Occident ne sait pas produire. La compagnie française des Indes orientales, créée à l'instigation de Colbert en 1664, 
contribue fort à attiser en Occident le goût pour cette porcelaine en faisant exécuter en Chine des pièces décorées d'après des dessins français,.
Un certain Schnorr découvre le gisement de kaolin d'Aue (Saxe, 105 km sud-ouest de Meissen) 
et en vend alentour, notamment pour poudrer les perruques — ce dont se sert le valet de Bottger en 1709. Mais la poudre de kaolin est plus lourde que la farine habituellement utilisée pour blanchir les perruques ; Bottger se rend compte de la différence de poids, teste la poudre dans son laboratoire et découvre ainsi cette année-là l'existence d'un gisement de kaolin en Europe — et accessible,.
Auguste le Fort prend immédiate possession du gisement grâce auquel Bottger obtient rapidement une porcelaine dure et blanche, translucide, proche des porcelaines de Chine et du Japon : c'est le début de la porcelaine de Saxe. Auguste le Fort fonde en 1710 la manufacture royale de Meissen (en) à Meissen.

## Œuvres littéraires et cinématographiques sur la porcelaine de Meissen
- Utz, un roman de Bruce Chatwin publié en 1988 ;
- Utz, la passion de l'art, un film de 1992 réalisé par George Sluizer et adapté du roman Utz.